# Émilien Cabuchet
Émilien Cabuchet fue un escultor francés, nacido el año 1819 en Bourg-en-Bresse y fallecido el 24 de febrero de 1902 en la misma ciudad.

## Datos biográficos
Hijo de un médico que trabajaba como adjunto en el ayuntamiento de Bourg-en-Bresse, Émilien Cabuchet fue alumno de los jesuitas en Chambéry y después en España. Ingresó en la Escuela nacional superior de Bellas Artes (fr) de Lyon para estudiar dibujo. Interesado sobre todo por la escultura, se trasladó a París donde fue alumno de Pierre-Charles Simart y posteriormente vivió en Roma donde perfeccionó su técnica. Fue el autor de numerosos medallones que retratan a las personalidades de su tiempo, pero estuvo especializado en el arte religioso.
Su obra más famosa es la escultura que representa a Juan María Vianney, el cura de Ars. El abad Joseph Toccanier, auxiliar de Vianney, solicitó a Émilien Cabuchet la realización de un retatro de su maestro. En 1858, el artista realizó un pequeño busto en cera. En 1867, después de la muerte de Vianney, realizó la escultura en la cual lo representa arrodillado, en oración.

## Obras

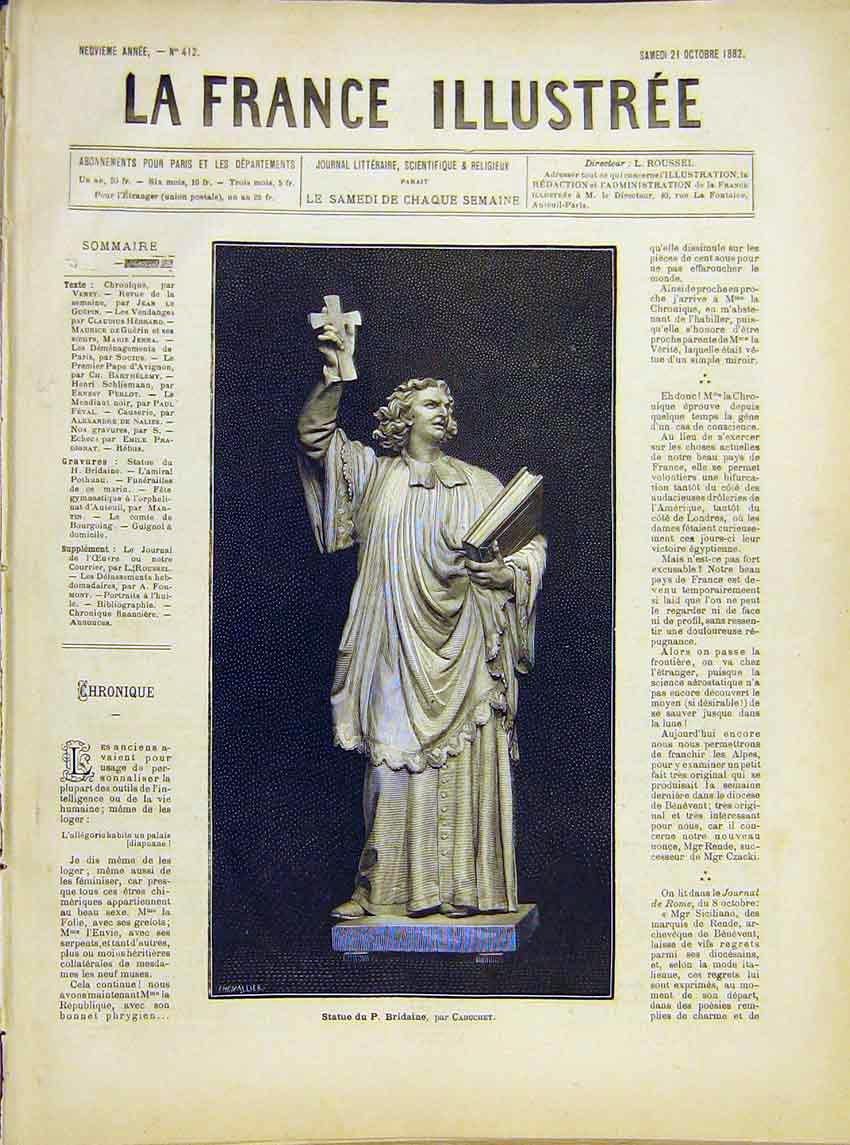
Estatua del padre Bridaine, reproducida en La France Ilustrée el.

Las principales obras de Émilien Cabuchet son las siguientes:
- San Vicente de Paúl en Châtillon-sur-Chalaronne;

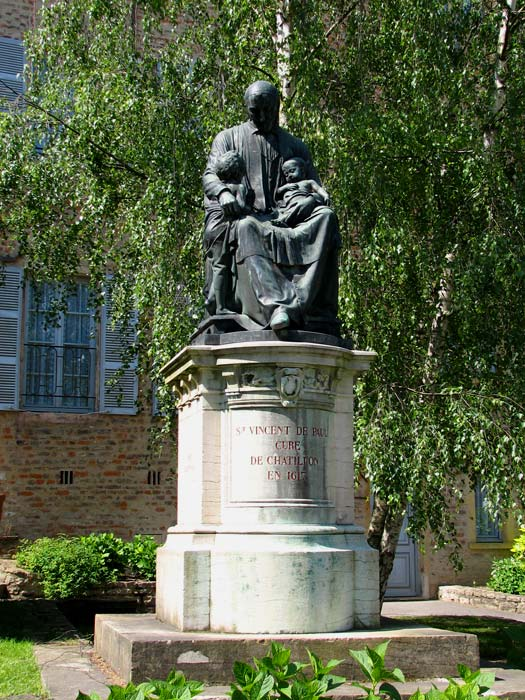
Saint-Vincent-de-Paul en Châtillon-sur-Chalaronne.  Pulsar para ampliar.

- Pierre Chanel, en Ars-sur-Formans;[1]
- Juan María Vianney, el cura de Ars (1867);

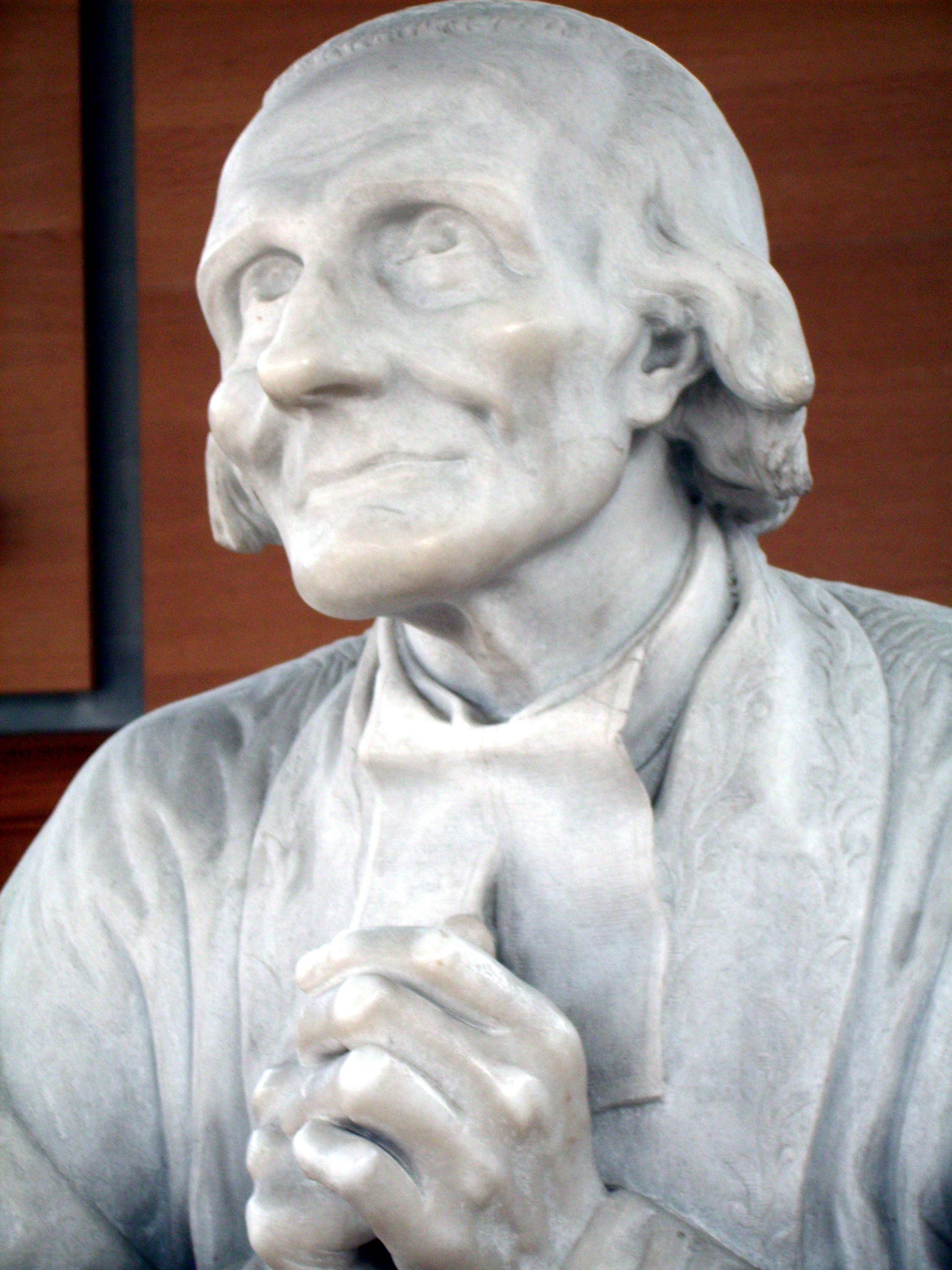
Juan María Vianney, el cura de Ars.  Pulsar para ampliar.

- Santa Marta, una de las siete estatuas de la 
fachada de la catedral de la Mayor en Marsella.[2]

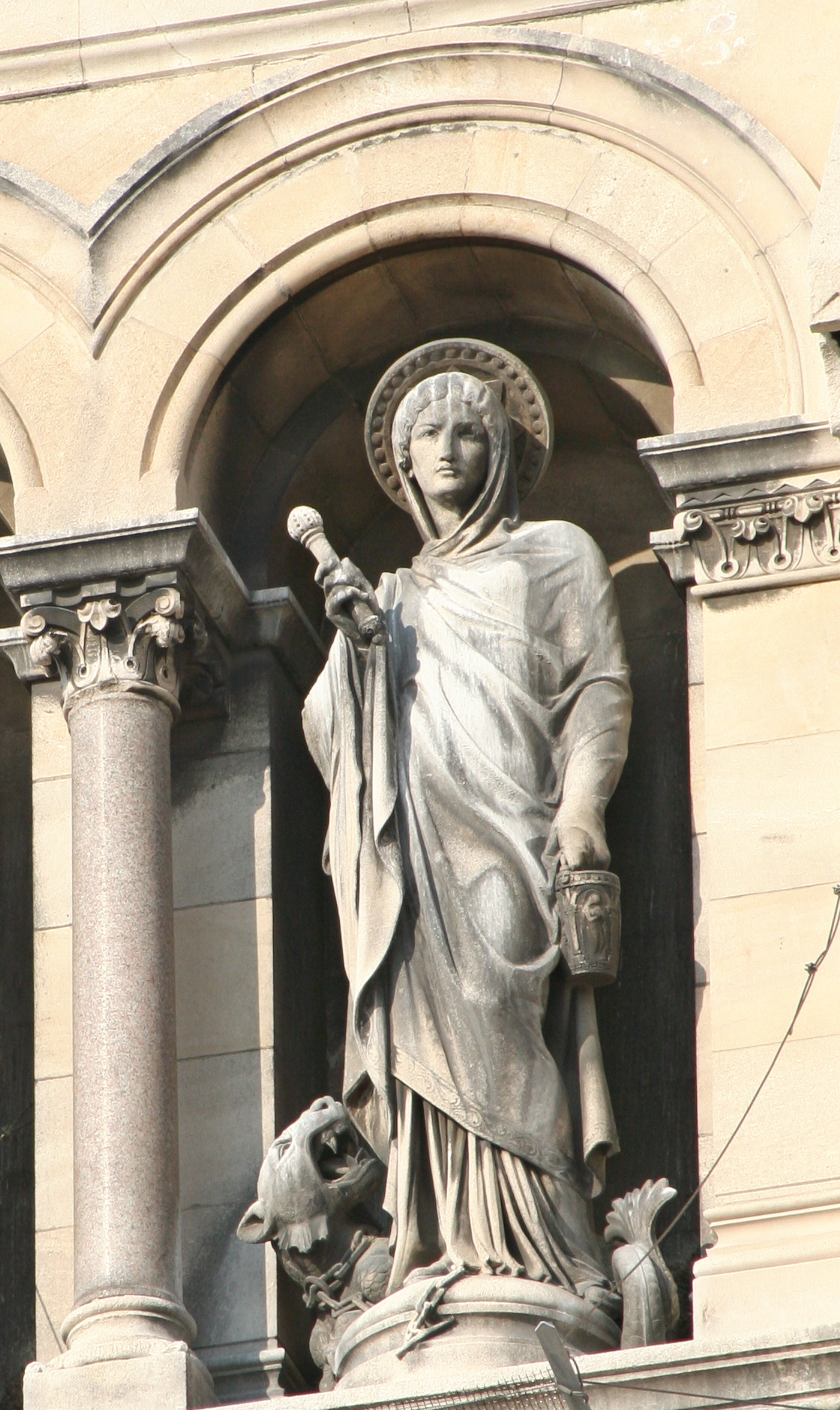
Sainte Marthe Fachada de la catedral de la Mayor en Marsella.  Pulsar para ampliar.